# Yaoundé Music Awards
Gli Yaoundé Music Awards (YMA) sono un prestigioso riconoscimento assegnato a musicisti di talento provenienti dal Camerun e da altri paesi del continente africano. L’obiettivo principale di questi premi è celebrare artisti eccezionali e valorizzare il loro contributo all’industria musicale africana. Organizzati nella capitale camerunense Yaoundé, rappresentano una piattaforma importante per la promozione e la visibilità della musica del continente.

## Storia
Gli Yaoundé Music Awards sono stati istituiti con l’obiettivo di promuovere la scena musicale in Camerun e riconoscere il lavoro e il contributo degli artisti. Sebbene i dettagli sulla data esatta della fondazione e sulla prima edizione possano variare, gli YMA si sono rapidamente affermati come un punto di riferimento nell’industria musicale della regione, diventando uno degli appuntamenti più rilevanti del calendario musicale africano. 

## Categorie
Gli YMA comprendono diverse categorie di premi che coprono un'ampia varietà di generi musicali e riconoscimenti artistici. Alcune delle categorie più rappresentative includono:
- Miglior esecutore
- La migliore canzone
- Miglior album
- Miglior Nuovo Artista
- Miglior video musicale
- Miglior produttore

## Cerimonia
La cerimonia degli Yaoundé Music Awards è solitamente un evento glamour che riunisce artisti, produttori, professionisti dei media e appassionati di musica. Oltre alla consegna dei premi, la serata prevede spesso esibizioni dal vivo e la partecipazione di ospiti speciali provenienti dal mondo musicale. L’evento è rinomato per la sua atmosfera festosa e per l’elevata qualità della produzione.

## Significato
Gli YMA svolgono un ruolo fondamentale nella promozione e nel sostegno degli artisti locali, contribuendo attivamente alla crescita e allo sviluppo dell’industria musicale in Camerun e nel resto del continente africano. Questi premi rappresentano un importante strumento di riconoscimento del talento e incentivano gli artisti a proseguire il proprio percorso creativo e innovativo.

## Riconoscimento
Gli YMA hanno ricevuto riconoscimenti e apprezzamenti per il loro contributo alla valorizzazione della musica africana e al sostegno degli artisti emergenti e affermati. Con il tempo, si sono affermati anche a livello internazionale come una piattaforma rilevante per la promozione del patrimonio culturale e artistico della musica africana.
Gli Yaoundé Music Awards rappresentano un appuntamento di rilievo nel panorama musicale del Camerun e dell’intera regione africana. Grazie all’impegno costante nel riconoscere e valorizzare i talenti locali, gli YMA continuano a contribuire attivamente allo sviluppo e alla promozione dell’industria musicale. Numerose aziende e partner sostengono l’iniziativa so e Merdian, riconoscendone il valore culturale e l’impatto positivo sul settore.